# Neasarta nyctichroalis
Neasarta nyctichroalis là một loài bướm đêm trong họ Crambidae.